# BBC Arantia Larochette
O BBC Arantia Larochette, conhecido mais popularmente apenas como Arantia Larochette é um clube de basquetebol que disputa a LBBL de Luxemburgo. Sua sede fica na cidade de Larochette, Cantão de Mersch e seus jogos são mandados no Hall Sportif Centre Filano.

## Títulos

### Copa de Luxemburgo
- Campeão (1):1970

## Temporada por temporada
| Temporada | Nivel | Liga        | Pos. | TR    | PL  | Resultado         |
| --------- | ----- | ----------- | ---- | ----- | --- | ----------------- |
| 2011-12   | 3     | National 3  |      |       |     |                   |
| 2012-13   | 2     | National 2  | 2    | 22-6  |     | Promovido         |
| 2013–14   | 1     | Nationale 1 | 5    | 13-15 |     |                   |
| 2014–15   | 1     | Nationale 1 | 13   | 4-10  |     | Rebaixado         |
| 2015–16   | 2     | National 2  | 2    | 15-3  |     | Promovido         |
| 2016-17   | 1     | Nationale 1 | 9    | 2-16  |     | Rebaixado         |
| 2017-18   | 2     | National 2  | 1    | 18-0  |     | Promovido         |
| 2018-19   | 1     | Nationale 1 | 8    | 5-13  |     |                   |
| 2019-20   | 1     | Nationale 1 | 8º   | 8-10  |     |                   |
| 2020-21   | 1     | LBBL        | 6º   | 13-9  | 0-1 | Quartas de finais |
| 2021-22   | 1     | LBBL        | 6º   | 13-9  | 0-2 | Quartas de finais |
| 2022-23   | 1     | LBBL        | 5º   | 14-8  | 2-3 | Semifinalista     |
| 2023-24   | 1     | LBBL        | 5º   | 12-10 | 1-2 | Quartas de finais |
| 2024-25   | 1     | LBBL        | 5º   | 12-10 | 2-2 | Semifinalista     |

fonte:eurobasket.com

## Ligações Externas
- Sítio da Federação Luxemburguesa
- BBC Arantia Larochette no eurobasket.com
- BBC Arantia Larochette no Facebook